# Kernyzja

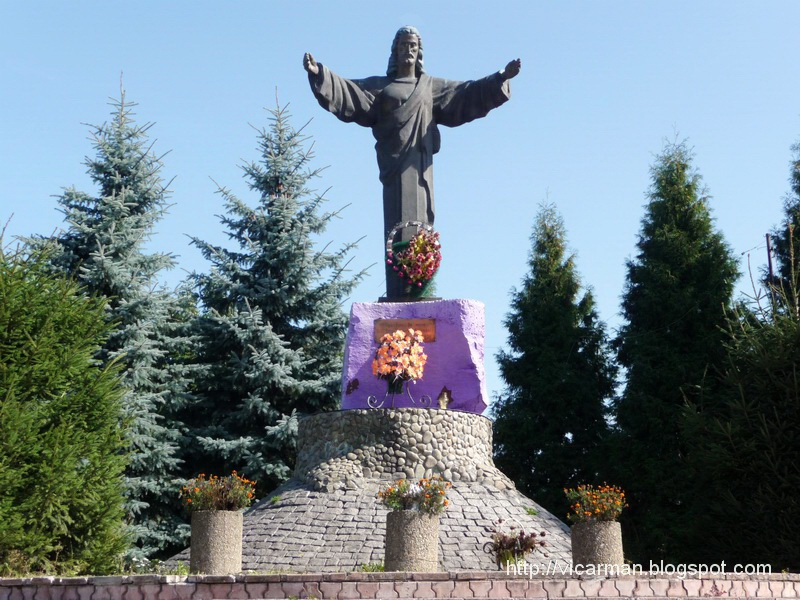
Christus-Statue in Kernyzja

Kernyzja (ukrainisch Керниця; russisch Керница Kerniza, polnisch Kiernica oder Krynica) ist ein Dorf in der westukrainischen Oblast Lwiw mit etwa 1500 Einwohnern.
Am 12. Juni 2020 wurde das Dorf ein Teil der neu gegründeten Stadtgemeinde Horodok im Rajon Lwiw, bis dahin gehörte es mit den Dörfern Artyschtschiw (Артищів), Ljubowytschi (Любовичі), Mawkowytschi und Welyka Kalynka (Велика Калинка) zur gleichnamigen Landratsgemeinde im Rajon Horodok.

## Geschichte
Der Ort wurde ursprünglich auf Polnisch Szczuczenosy genannt (z. B. Sczuczenossy im Jahr 1465). Der heutige Name erschien im Jahre 1463 (Cry(nycza) districtu Grodecensi sittas) und später als Crinycza (1469), Krynycza (1473), Krinicza (1578), Kiernica (1777). Der Name bezeichnet Quelle, Sprudel.
Er gehörte zunächst zum Lemberger Land in der Woiwodschaft Ruthenien der Adelsrepublik Polen-Litauen. Bei der Ersten Teilung Polens kam das Dorf 1772 zum neuen Königreich Galizien und Lodomerien des habsburgischen Kaiserreichs (ab 1804).
1848 entstand dort eine Siedlung der Mennoniten, die sich 1909 als die Gemeinde Kiernica-Lemberg organisierte, die erste offizielle und die einzige Gemeinde der Mennoniten in Galizien. Die Chrześcijańsko-mennonicka Gmina Kiernica-Lwów war eine der nur sechs mennonitischen Gemeinden in Polen in der Zwischenkriegszeit.
Im Jahre 1900 hatte die Gemeinde Kiernica 239 Häuser mit 1441 Einwohnern, davon 1336 ruthenischsprachige, 105 polnischsprachige, 1334 griechisch-katholische, 81 römisch-katholische, 21 Juden, 5 anderen Glaubens. Im Gutsgebiet gab es 17 Häuser mit 163 Einwohnern, davon 54 anderer Glaube (Mennoniten).
Nach dem Ende des Polnisch-Ukrainischen Kriegs 1919 kam die Gemeinde zu Polen. Im Jahre 1921 hatte die Gemeinde Kiernica 351 Häuser mit 1918 Einwohnern, davon 1764 Ruthenen, 131 Polen, 6 Deutschen, 17 Juden (Nationalität), 1781 griechisch-katholische, 92 römisch-katholische, 40 Juden (Religion), 1 evangelische, 4 andere Christ.
Im Zweiten Weltkrieg gehörte der Ort zuerst zur Sowjetunion und ab 1941 zum Generalgouvernement, ab 1945 wieder zur Sowjetunion, heute zur Ukraine.

### Brundorf
Im Jahre 1788 im Zuge der Josephinischen Kolonisation wurden auf dem Grund des Dorfes deutsche Kolonisten katholischer Konfession angesiedelt. Die Kolonie wurde Brundorf oder Brunendorf genannt und wurde eine unabhängige Gemeinde.
Im Jahre 1900 hatte die Gemeinde Brundorf 31 Häuser mit 193 Einwohnern, davon 183 polnischsprachige, 10 ruthenischsprachige, 181 römisch-katholische, 12 griechisch-katholische.
Im Jahre 1921 hatte die Gemeinde Brundorf 30 Häuser mit 176 Einwohnern, davon 102 Polen, 68 Deutschen, 6 Ruthenen, 151 römisch-katholische, 25 griechisch-katholische.